# Antonio Nibby

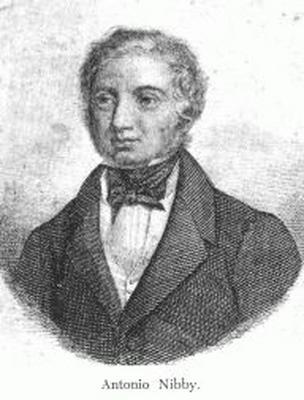
Antonio Nibby (1792–1839)

Antonio Nibby (* 4. Oktober 1792 in Rom; † 29. Dezember 1839 ebenda) war ein italienischer Archäologe, Topograph und Universitätslehrer.

## Jugend und Bildung
Antonio Nibby wurde als Sohn des Wurstwarenhändlers Vincenzo Nibbi (dies ist die reguläre Form des Familiennamens) und der Maddalena Gianni geboren. Seine Familie stammte ursprünglich aus Amatrice, war aber nach Rom umgesiedelt. Nach den Grundschulen erhielt er von 1803 bis 1807 Unterricht in Grammatik, italienischer Literatur, lateinischer Rhetorik und griechischer Sprache am Collegio Romano. In den folgenden Jahren studierte er dort Philosophie und Theologie. 1809 gründete er im Alter von nur 17 Jahren die Accademia Ellenica („Hellenische Akademie“), deren Ziel die Förderung der Erforschung der griechischen Sprache und Literatur war, und die eng mit der französischen Besatzungsmacht und französischen kulturellen Zirkeln kooperierte. Ab 1810 besuchte er die Vorlesungen von Lorenzo Re, Professor für Archäologie am Archiginnasio della Sapienza, dessen Nachfolger er 1820 werden sollte. Wie aus den Unterlagen des Wettbewerbs um den Lehrstuhl an der Universität La Sapienza im Jahre 1820 hervorgeht, erlangte er jedoch keinen Anschluss. Ab 1812 arbeitete er in der Vatikanischen Bibliothek und diente als Sekretär für Louis Bonaparte, dem seit 1814 exilierten König der Niederlande. 1815 heiratete er Maria Valburga Viviani aus Lucca. Aus der Ehe gingen elf Kinder hervor, von denen sieben das Kindbett überlebten.

## Wirken
1816 wurde Nibby Mitglied der Pontificia Accademia Romana di Archeologia, was es ihm ermöglichte, mit vielen anderen Wissenschaftlern in Kontakt zu treten und zu kommunizieren. Mit der zunehmenden Etablierung der Archäologie als ernst zu nehmendem Fach und Bestandteil des kulturellen Lebens Roms begann er ab 1817 nahezu unterbrechungslos zu publizieren, was mit einer Übersetzung der Griechenlandbeschreibung des Pausanias seinen Anfang nahm. Diese Arbeit erhielt in der internationalen Fachwelt eine durchwegs positive Resonanz, wurde allerdings von dem Dichter und Philologen Giacomo Leopardi heftig kritisiert. Aber Nibbys Stärken lagen ohnehin weniger in der Philologie, als vielmehr in der Archäologie und der Topographie sowie in der publizistischen Tätigkeit in diesen beiden Wissenschaften. Aus der Kombination dieser Stärken entstanden in der Folgezeit eine Art frühe edukative Reiseführer des antiken Rom. Insbesondere der Itinerario di Roma war ein durchschlagender Erfolg und erlebte bis 1894 elf Neuauflagen. Das mehrfach auch ins Französische übersetzte Buch wurde unter anderem von Stendhal sehr geschätzt. Weitere Reiseführer zu anderen oder spezielleren Zielen folgten in den kommenden Jahren, darunter Bücher über die Via Portuense, die Villa Adriana, Ostia Antica sowie die Villa des Horaz und Subiaco. 1819 wurde er unter dem Pseudonym Cleomante Samio Mitglied der Accademia dell’Arcadia.
1820, nach dem Tode von Lorenzo Re, wurde der Lehrstuhl für Archäologie an der Universität La Sapienza in einem regulären Wettbewerb neu ausgeschrieben. Nibby gewann diesen Wettbewerb, ohne zuvor einen archäologischen Abschluss erworben zu haben. Er organisierte Kurse zu unterschiedlichen Themen und integrierte Aspekte der lokal römischen Denkmäler, archäologischen Stätten, Museen und christlichen Basiliken. Er verfasste eine Art Studienordnung, die ein Bild seiner Unterrichtsmethode liefert: scholastisch, prägnant, stringent, systematisch und reich an Daten.
In den folgenden Jahren sollte er noch reguläres, korrespondierendes oder Ehrenmitglied vieler wissenschaftlicher Institutionen werden: 1820 der Accademia Reale Ercolanese (Königliche Akademie von Herculaneum), 1822 der Bayerischen Akademie der Wissenschaften, 1823 Ehrenmitglied der Accademia di San Luca, 1827 korrespondierendes Mitglied der Académie des inscriptions et belles-lettres, 1829 eines der ersten Mitglieder des Deutschen Archäologischen Instituts Rom, 1833 der Accademia di Belle Arti di Firenze, 1836 Professor für Archäologie an der Académie de France à Rome sowie 1838 an der Accademia Reale delle Scienze di Torino („Königliche Akademie der Wissenschaften Turins“) und der Congregazione dei Virtuosi al Pantheon.
Eine Zeit lang arbeitete er mit dem britischen Archäologen William Gell zusammen und veröffentlichte diese Arbeit in einer Studie über die Mauern von Rom. Sie hatten ursprünglich vor, gemeinsam eine Studie über die Topographie der römischen Campagna zu veröffentlichen, publizierten dann aber doch getrennt voneinander. 1825 wurde Nibby Mitglied des Philologischen Kollegs der Fakultät für Literatur (Collegio Filologico della Facoltà di Lettere) und der Allgemeinen Beratenden Generalkommission für Antiquitäten und schöne Künste (Commissione generale consultiva di Antichità e Belle Arti), die das künstlerische und archäologische Erbe des Kirchenstaates zu beaufsichtigen und zu schützen hatte, was mit permanenten Inspektionen in der Stadt, der Überwachung von Ausgrabungen, der Kontrolle von Denkmälern, der Stellungnahme zu baulichen Maßnahmen und der Berichterstattung über Zufallsfunde einherging. Von 1827 bis 1832 leitete Nibby zusammen mit Giuseppe Valadier, der für die technische Ausarbeitung des Generalplans verantwortlich war, die Ausgrabungsarbeiten am Kolosseum und auf einem Teil des Forum Romanum, wodurch die ursprüngliche Pflasterung zwischen Kolosseum und Konstantinsbogen ans Tageslicht kam. Ferner grub er am Titusbogen, am Tempel der Venus und der Roma sowie an den Hängen des Campidoglio bis zum Septimius-Severus-Bogen. Nibby sind die korrekten Identifizierungen einiger Monumente zu verdanken, die zuvor falsch interpretiert worden waren (beispielsweise Maxentiusbasilika oder Konstantinsbasilika statt zuvor „Friedenstempel des Vespasian“, Sterbender Gallier statt „Sterbender Gladiator“, Circus des Maxentius statt „Circus des Caracalla“).
Zu seinen wichtigsten topographischen Werken zählt ein Produkt der Kooperation mit William Gell, die Carta de’ dintorni di Roma (Karte der Umgebung Roms) von 1827, die das Ergebnis von fünf Jahren topographischer Vermessungen in der römischen Campagna ist und die erste archäologische Karte von Lazio, die mit trigonometrischen Methoden erstellt wurde, um die verschiedenen Positionen auf der Karte korrekt anzuzeigen. Er war jetzt der Experte für die Topographie Roms und seines Hinterlandes. 1827 grub Nibby erneut im Bereich des Forum Romanum und leerte 1829 die Verfüllung der Cloaca Maxima.
Er starb im Alter von nur 47 Jahren, wahrscheinlich infolge von Lungenentzündung oder Malariafieber, die er sich während seiner Expeditionen in die römischen Campagna zugezogen hatte, und hinterließ seine Familie in wirtschaftlich prekärer Situation. Mit staatlicher Unterstützung und unter zahlreicher Teilnahme wurde Nibby in der Suffragio-Kapelle des Campo Verano beigesetzt.

## Schriften (Auswahl)
- Roma antica di Famiano Nardini arricchita di note ed osservazioni critico-antiquarie. Stamperia Di Romanis, Rom 1818, (Digitalisat bei Google Books).
- Viaggio antiquario nei dintorni di Roma. V. Poggioli stampatore, Rom 1819 (Digitalisat).
- Che contiene il viaggio a Frascati, Tusculo, Algido, Grottoferrato, alle valle Ferentina, al lago Albano, ad Alba, Aricia, Nemi, Lanavio, Cora, Anzio, Lacinio, Ardea, Ostia, Laurentia e Porto. V. Poggioli stampatore, Rom 1819, (Digitalisat bei Google Books).
- Del tempio della Pace e della basilica di Costantino. De Romanis, Rom 1819, (Digitalisat bei Google Books).
- Itinerario di Roma e delle sue vicinanze/compilato da Antonio Nibby secondo il methodo del Vasi. 2 Bände, Rom 1820, (8. Auflage von 1870 als Digitalisat bei Google Books).
- Le Mura di Roma disegnate da Sir W. Gell, illustrate con testo note da A. Nibby. V. Poggioli stampatore, Rom 1821, (Digitalisat bei Google Books).
- Il tempio della Fortuna Prenestina ristaurato da Costantino Thon. De Romanis, Rom 1825.
- Del circo volgarmente detto di Caracalla. De Romanis, Rom 1825, (Digitalisat bei Google Books).
- A map of the Rome’s surroundings with the comments and an historical/topographical analysis of ancient Rome. Rom 1827.
- Descrizione della Villa Adriana. Angelo Ajani, Rom 1927, (Digitalisat bei Google Books).
- Della Via Portuense e dell’ antica citta’ di Porto. Angelo Ajani, Rom 1927, (Digitalisat bei Google Books).
- Viaggio antiquario alla Villa di Orazio, a Subiaco e a Trevi. Presso le sorgenti del fiume Aniena. Nobili, Rom 1828.
- Viaggio antiquario ad Ostia. Società tipografica, Rom 1829, (Digitalisat bei Google Books).
- Monumenti scelti della villa Borghese. Rom 1832, (Digitalisat bei Google Books).
- Analisi storico-topografico-antiquaria della carta de’ Dintorni di Roma. 3 Bände, Tipografia delle belle arti, Rom 1837, (2. Auflage von 1848 als Digitalisat).
- Roma nell’anno 1838. 4 Bände, Tipografia delle belle arti, Rom 1839–1841, (Digitalisat bei Google Books).